# 羽後ジャスコ

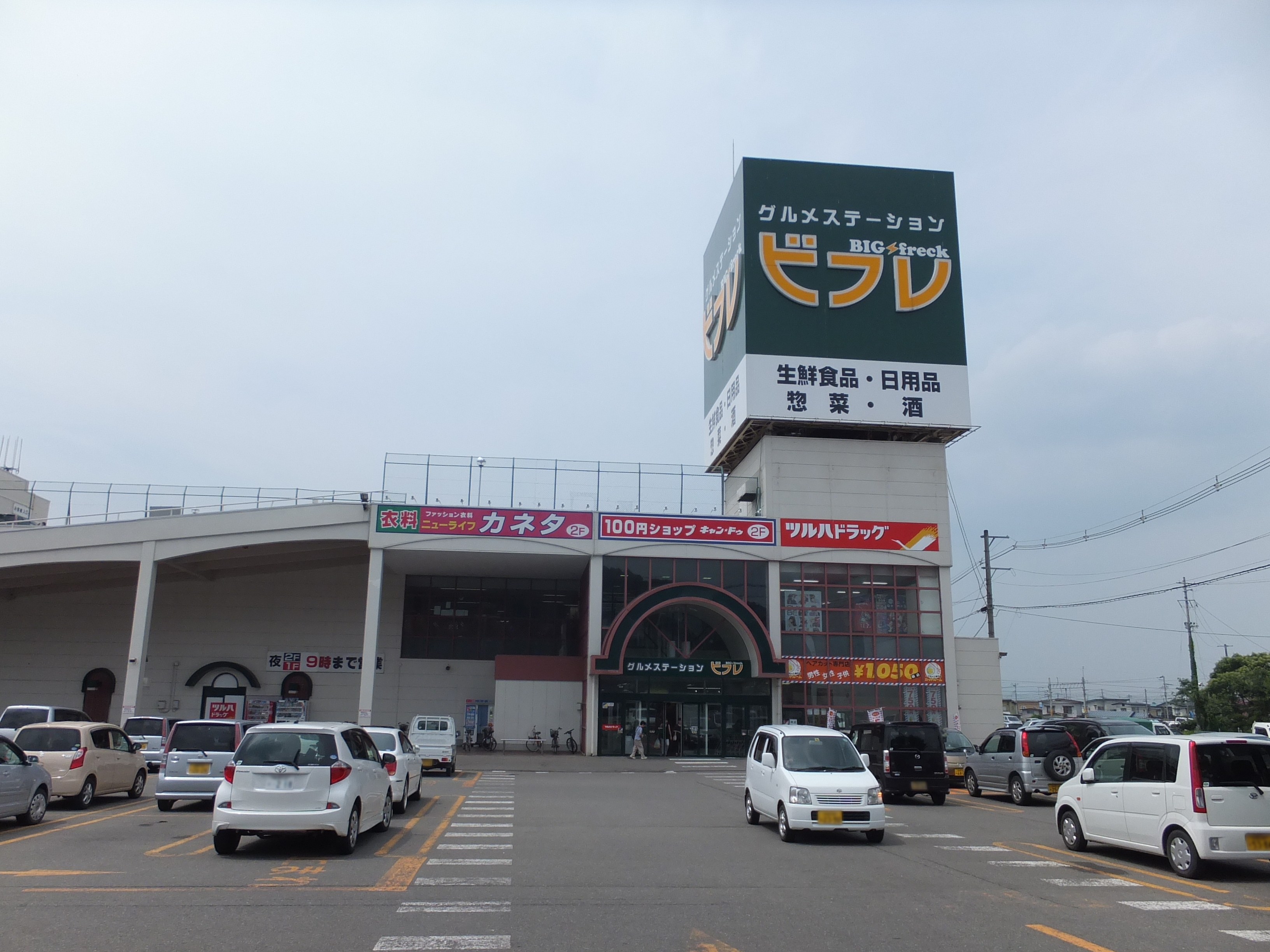
現在のユザワプラザ（核テナントはビフレ湯沢店）2013年8月撮影

羽後ジャスコ株式会社（うごジャスコ）は、秋田県横手市に本社を置き「ジャスコ湯沢店」を運営するために設立された会社である。

## 概要
湯沢市材木町にジャスコを核店舗とする商業施設を開設することになり、土地所有者である拡大製材が「ユザワプラザ」を建設。また核店舗である「ジャスコ湯沢店」を運営するため、西奥羽ジャスコ（後の山形ウエルマート。現：イオン東北）社長の仲介で、ジャスコと横手市を中心に5店舗を展開していた羽後ショッピングが提携を結び、共同出資で羽後ジャスコを設立。1981年12月11日に、ユザワプラザの核店舗としてジャスコ湯沢店がオープンした。ユザワプラザは店舗面積4.300㎡（直営3.000㎡）で、450台収容の駐車場には県南初となる本格的な融雪装置を設置した。
1982年3月にはスーパーマーケット事業を展開するため、子会社として新社となる羽後ショッピングを設立。「主婦の店」の店舗名で県南地域を中心に展開したほか、ジャスコ湯沢店とジャスコ横手店の食品売場も同社で請け負う体制となった。
横手市の本社には、羽後ショッピング本社とジャスコ秋田店、土崎港店、横手店を統括するジャスコ秋田事業部 も置いていた。
1986年6月、羽後ジャスコは羽後ショッピングに合併したため、ジャスコ湯沢店はジャスコ東北事業本部に営業譲渡された。これによって羽後ショッピングは、店舗名を「主婦の店」から「アイマート」に変更してスーパーマーケット事業を展開。現在のイオン東北の前身の一社となった。

## 沿革
- 1981年（昭和56年）
  - 7月- 羽後ジャスコ株式会社設立。
  - 12月11日 - ユザワプラザの核店舗としてジャスコ湯沢店オープン[4]。
- 1982年（昭和57年）3月1日 - 子会社として羽後ショッピング株式会社を設立。
- 1986年（昭和61年）6月13日 - 子会社の羽後ショッピング株式会社が羽後ジャスコ株式会社を合併。ジャスコ湯沢店はジャスコ株式会社に営業譲渡[5]。
- 2005年（平成17年）2月20日 - ジャスコ湯沢店が閉店。

## 店舗
- ジャスコ湯沢店（秋田県湯沢市材木町2丁目1-18）
  - 現在の同地は、有限会社中央市場（本社・大仙市）が運営する、ビフレ湯沢店が核店舗となっている。